# Moorgate (stacja kolejowa)
Moorgate – stacja kolejowa w Londynie, w dzielnicy City of London, otwarta w 1865. Jest zarządzana przez metro londyńskie, którego pociągi zatrzymują się tu na czterech liniach: Northern Line, Circle Line, Hammersmith & City Line oraz Metropolitan Line. Ponadto ze stacji korzysta przewoźnik kolejowy First Capital Connect, którego pociągi kursują stąd do Hertford, Welwyn Garden City oraz Letchworth, a w godzinach szczytu także do Luton i Bedford. W systemie londyńskiej komunikacji miejskiej, należy do pierwszej strefy biletowej.

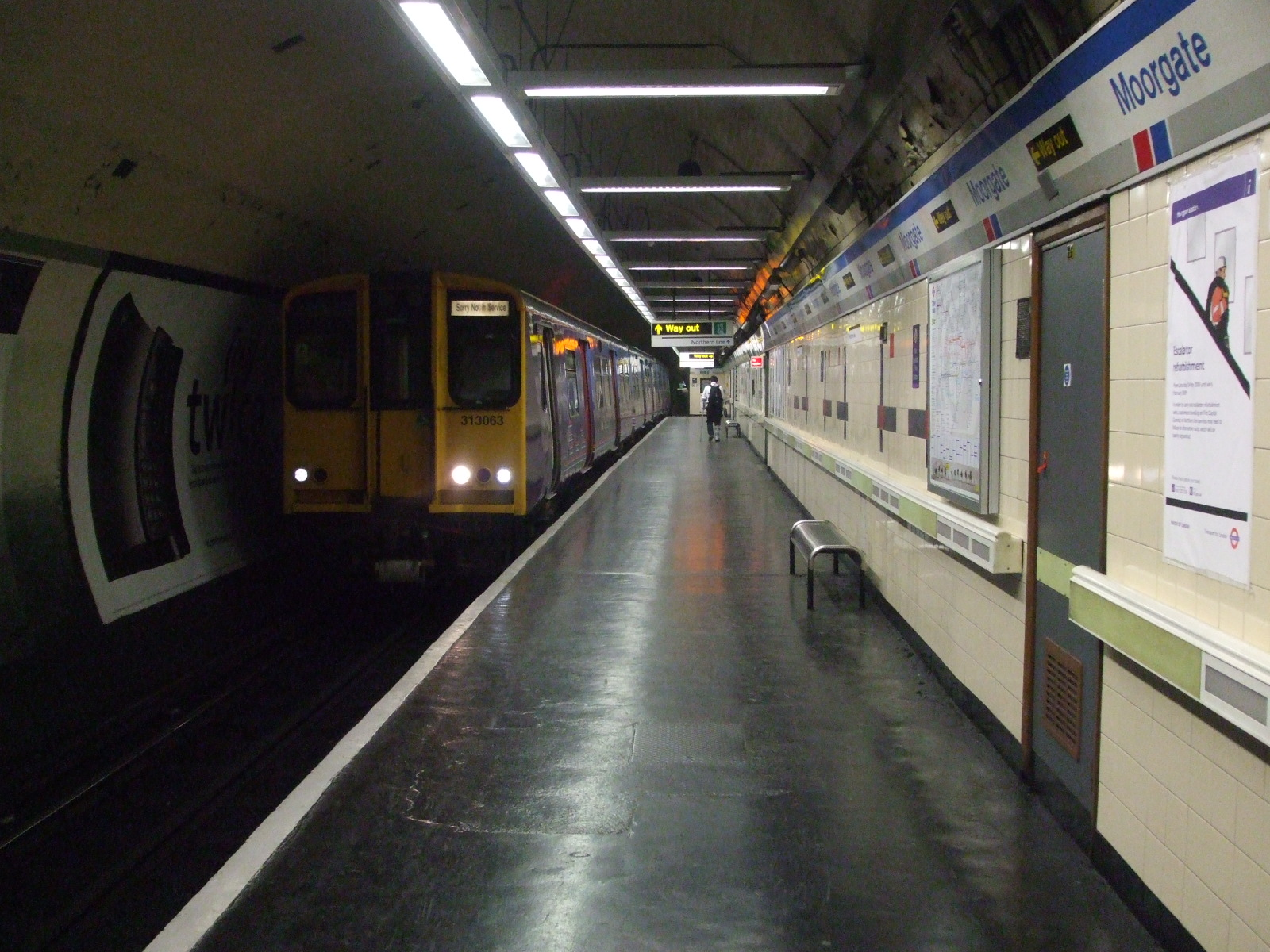
Pociąg British Rail Class 313 firmy First Capital Connect przy jednym z peronów